# 前58年
| 千纪： | 前1千纪 |
| 世纪： | 前2世纪 \| 前1世纪 \| 1世纪                                                                                |
| 年代： | 前80年代 \| 前70年代 \| 前60年代 \| 前50年代 \| 前40年代 \| 前30年代 \| 前20年代                           |
| 年份： | 前63年 \| 前62年 \| 前61年 \| 前60年 \| 前59年 \| 前58年 \| 前57年 \| 前56年 \| 前55年 \| 前54年 \| 前53年 |
| 纪年： | 西汉神爵四年                                                                                               |

## 大事记
- 匈奴
  - 姑夕王、烏禪幕及左地貴人共立稽侯狦為呼韓邪單于，然後出動左地兵四五萬人進攻握衍朐鞮單于，握衍朐鞮單于自殺。都隆奇等人共立日逐王薄胥堂為屠耆單于，擊敗呼韓邪。
- 古罗马
  - 凱撒出任山南高盧總督，隨即向山北高盧大舉擴張，高盧戰爭開始，並在阿拉爾戰役、比布拉克特戰役與佛日戰役等三大戰役取得勝利。
  - 賽普勒斯成为罗马共和国的一个省。

## 出生
- 莉薇婭，奧古斯都的妻子

## 逝世
- 蓋烏斯·屋大維，馬其頓總督，奧古斯都之父。